# Клавдий (герцог Лузитании)

Вестготское королевство в 586—711 годах

Клавдий (лат. Claudius; умер не ранее 599) — один из наиболее выдающихся военачальников Вестготского королевства, в 587 году подавивший мятеж ариан в Мериде и в 589 году разгромивший франков в сражении при Каркасоне.

## Биография
О Клавдии сообщается в нескольких раннесредневековых нарративных источниках: «Хронике» Иоанна Бикларийского, «Истории франков» Григория Турского, «Истории готов, вандалов и свевов» Исидора Севильского, «Хронике» Фредегара и «Житиях Меридских отцов». Клавдий также был адресатом письма папы римского Григория I Великого.
Клавдий был знатным иберо-римлянином, возможно, выходцем из восходившего ещё к римским временам сенаторского рода. В отличие от исповедовавших арианство вестготов, он был последователем ортодоксального христианства. В современных Клавдию документах он упоминается как дукс: герцог Лузитании (лат. dux Lusitaniae) или герцог Мериды (лат. dux Emeretensis civitatis). Упоминание в «Житиях Меридских отцов» второй из этих должностей, скорее всего, ошибочно: название центра провинции было неправильно использовано как эквивалент всей Лузитании, на которую распространялись полномочия Клавдия. Предполагается, что Клавдий стал герцогом в самом начале правления взошедшего на престол в 586 году Реккареда I. Возможно, это объясняется тем, что открыто симпатизировавший ортодоксальным христианам король не желал наделять значительными государственными и военными полномочиями своих единоплеменников-вестготов, в подавляющем большинстве бывших арианами. Также предполагается, что к тому времени новоназначенный герцог уже проявил себя в качестве военачальника или управленца. Клавдий — единственный из известных иберо-римлян, достигший столь высокой должности в Вестготском королевстве. Также в трудах раннесредневековых авторов Клавдий наделялся титулами vir illustris и vir egregius.
После того как король Реккаред I объявил о своём присоединении к христианам-ортодоксам, в Вестготском королевстве произошли несколько мятежей сторонников арианства. Один из первых был организован в 587 году в Мериде. Здесь был составлен заговор во главе с городским графом Сеггой и арианским епископом Сунной. Целью мятежа было возвести Сеггу на вестготский престол. Заговорщики планировали сначала убить наиболее видных жителей Мериды из числа христиан-никейцев — герцога Клавдия и епископа Масону, а затем свергнуть с престола Реккареда I. Мятежники дважды безуспешно пытались осуществить свои планы: сначала на аудиенции у Масоны, а затем 18 апреля во время торжественной пасхальной церемонии в базилике Святой Евлалии. В «Житиях Меридских отцов» утверждается, что в первый раз этому помешал герцог Клавдий, явившийся в дом епископа со своей большой и вооружённой свитой. Во второй же раз один из руководителей мятежа, молодой городской граф Виттерих, благодаря божественному заступничеству святой Евлалии так и не смог извлечь свой меч из ножен и убить праведника Масону. Это чудо отвратило Виттериха от мятежа и он тут же сообщил о заговоре Клавдию. Герцог же незамедлительно арестовал Сеггу и всех его сторонников. Только один из ближайших соратников Сегги, городской граф Вагрила, укрылся от Клавдия в базилике Святой Евлалии. Не смотря на это, по приказу Реккареда I герцог передал мятежника, членов его семьи и имущество в вечную собственность Меридской епархии. Однако позднее епископ Масона из милосердия освободил Вагрилу и возвратил тому родственников и имущество. Лидер же заговорщиков Сегга по приказу короля понёс тяжёлое наказание: по римскому обычаю ему отрубили обе руки и отправили в ссылку. Остальные мятежники также были лишены должностей и имущества и отправлены в различные города Вестготского королевства. Предавший же заговорщиков Виттерих стал одним из наиболее доверенных персон герцога Клавдия и с помощью своего покровителя вошёл в число королевских придворных.
При короле Реккареде I герцог Клавдий проявил себя как один из наиболее выдающихся военачальников вестготов. В 589 году он участвовал в очередной вестгото-франкской войне. Тогда по приказу короля Бургундии Гунтрамна франкское войско под командованием герцогов Австровальда и Бозона вторглось в Септиманию. Целью похода было оказать помощь очередным мятежникам против Реккареда I: арианскому епископу Нарбона Аталоку и графам Гранисте и Вилдигерну. Скорее всего, король Гунтрамн намеревался воспользоваться междоусобиями в Вестготском королевстве и присоединить к своим владениям Септиманию. Клавдию же было поручено одновременно и вести военные действия против франков, и подавить восстание септиманской знати. Герцог воспользовался разногласиями вражеских полководцев и застал возглавлявшихся Бозоном франков врасплох на берегу реки Од около Каркасона. В произошедшем здесь сражении вестготы одержали полную победу. По утверждению Григория Турского, в битве погибли 5000 франков, 2000 были пленены, а во вражеском лагере вестготами была захвачена большая добыча. Исидор Севильский писал, что «не было у готов в Испании победы большей и более славной». Современник же событий, Иоанн Бикларийский, сравнивал Клавдия с библейским Гедеоном и явно преувеличенно сообщал, что в сражении при Каркасоне триста вестготов одержали победу над почти шестьюдесятью тысячами франков. Этот историк писал, что данной победой «прославилось наше время». Бургундия же, по утверждению Б. Дюмезиля, в сражении «потерпела самую ужасную военную катастрофу в своей истории». Победа вестготов над франками способствовала и окончательному подавлению мятежа в Септимании.
Герцог Клавдий в августе 599 года стал адресатом письма папы римского Григория I Великого. В ней наместник Святого Престола расточал Клавдию похвалы и писал о его «великой славе». Это свидетельствует как о значительной роли герцога Лузитании в поддержании связей королевского двора с папством, так и об очень высоком положении Клавдия в Вестготском королевстве. Насколько известно, ни один из живших позднее испано-римлян не смог добиться такого влияния на вестготских монархов, каким обладал Клавдий при Реккареде I.
Дальнейшая судьба Клавдия неизвестна.

## Комментарии
1. ↑  Предполагается, что в действительности причиной предательства Виттериха был отказ других мятежников именно его провозгласить кандидатом на вестготский престол[10].
2. ↑  О том, когда был подавлен возглавленный епископом Аталоком Нарбонским мятеж, имеются разные мнения. Часть историков считает, что это произошло после первого сражения при Каркасоне, состоявшегося в 587 году[4][11]; часть — что уже после победы герцога Клавдия[5][7][14].